# Цухдыг
Цухдыг — село в Табасаранском районе Республики Дагестан. Входит в состав сельского поселения «Аракский сельсовет».

## Географическое положение
Расположено в 3 км к востоку от районного центра села Хучни, на правом берегу реи Арадир.

## Население
| 1895 | 1926 | 1939 | 1970 | 1989 | 2002 | 2010 |
| ---- | ---- | ---- | ---- | ---- | ---- | ---- |
| 261  | ↗346 | ↗401 | ↗581 | ↘475 | ↗693 | ↘653 |
| 2021 |      |      |      |      |      |      |
| ↘562 |      |      |      |      |      |      |